# Sinfonia n. 36 (Mozart)

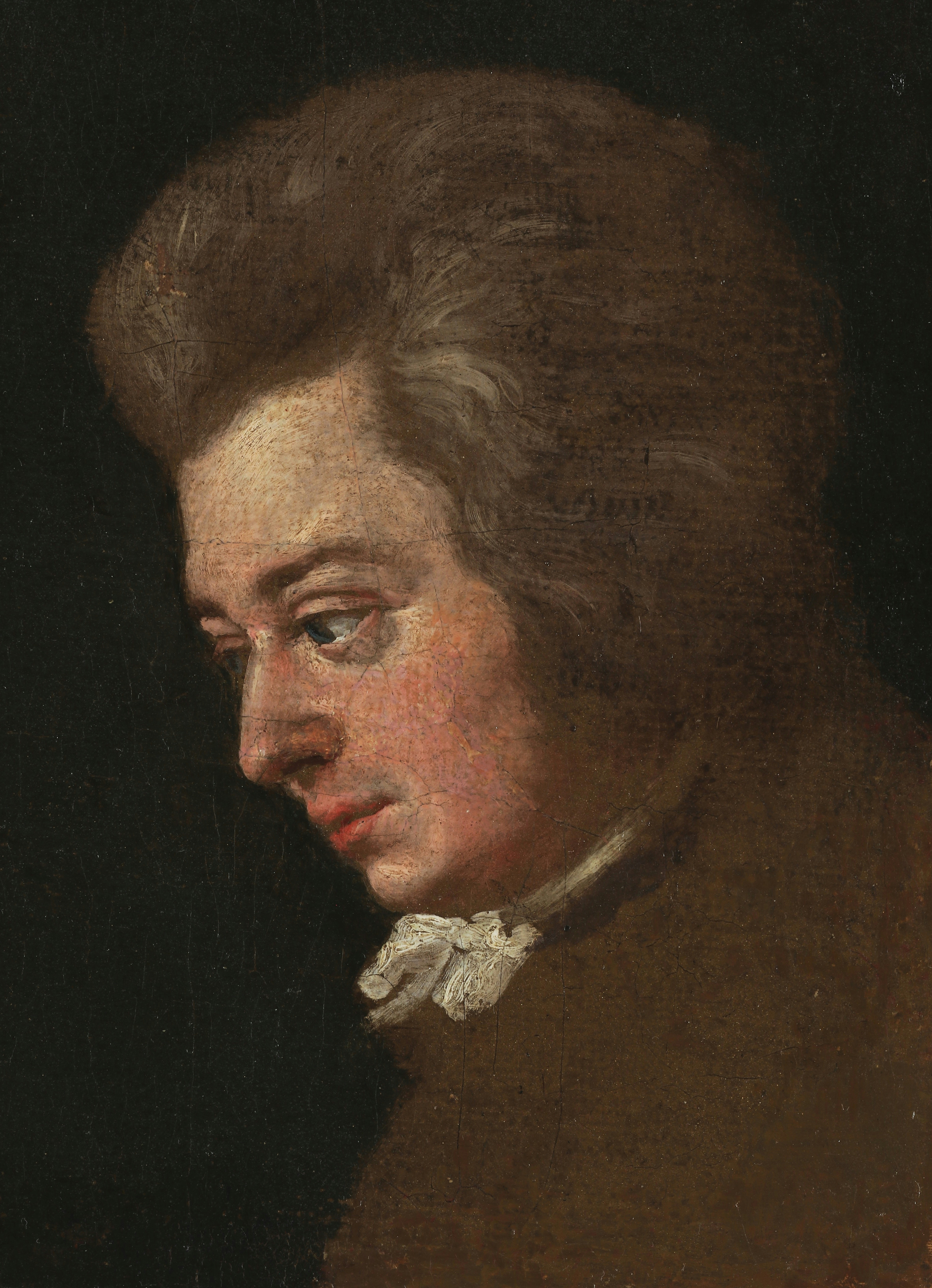
Wolfgang Amadeus Mozart ritratto nel 1783 dal cognato Joseph Lange.

La sinfonia n. 36 in Do maggiore K 425, conosciuta anche come sinfonia Linz, fu composta da Wolfgang Amadeus Mozart alla fine del 1783 durante una breve permanenza a Linz, dove Mozart e sua moglie Constanze sostarono durante un viaggio di ritorno a Vienna da Salisburgo.

## Storia

### Contesto
La carriera di Mozart come sinfonista era iniziata a Londra durante la grande tournée europea della famiglia Mozart fra il giugno 1763 e il novembre 1766. Il padre, Leopold Mozart, aveva pianificato il viaggio per esibire il talento dei propri figli, Wolfgang e Maria Anna, presso le principali corti europee. In questo periodo Wolfgang venne a contatto con le principali tradizioni musicali europee (tedesca, britannica, francese e italiana) e realizzò le sue prime sinfonie, che si ponevano nel solco delle composizioni in tre movimenti all'italiana in stile galante di Carl Friedrich Abel e di Johann Christian Bach. Inoltre, ascoltò anche le sinfonie di altri compositori come Thomas Arne, William Boyce e Giuseppe Sammartini. In seguito, Leopold e i suoi figli trascorsero diversi mesi nel 1768 a Vienna durante i quali Wolfgang adattò il proprio stile ai gusti del pubblico viennese, adottando fra le varie cose la struttura della sinfonia in quattro movimenti.
Wolfgang e suo padre Leopold fecero tre viaggi in Italia fra il dicembre 1769 e il maggio 1773. In questo periodo Wolfgang alternò i suoi viaggi con soggiorni a Salisburgo, durante i quali compose l'opera Mitridate, re di Ponto, oltre a diverse sinfonie influenzate dal gusto italiano. Nel 1772 e nel 1773 Mozart compose ogni anno sette nuove sinfonie (dalla numero 15 alla numero 27), riducendo poi la sua attività in questo campo e nei due anni successivi componendo solo tre nuove sinfonie (numeri 28, 29 e 30). Nel 1778 compì un lungo viaggio a Mannheim e Parigi, durante il quale sua madre Anna Maria Pertl morì e la sua unica produzione rilevante fu la sinfonia n. 31 Parigi. Nel gennaio 1779 tornò a Salisburgo, dove compose altre tre sinfonie (numeri 32, 33 e 34).

### Composizione
La sinfonia Linz venne composta nel 1783. Si tratta della sua seconda sinfonia da quando aveva lasciato Salisburgo e si era stabilito a Vienna. Il 4 agosto 1782 Wolfgang sposò Constanze Weber, provocando tensioni nei rapporti con il proprio padre Leopold, che non vedeva di buon occhio il matrimonio. Nel luglio 1783, quando la coppia era già sposata da un anno, Wolfgang e Constanze si recarono in visita a casa del padre, a Salisburgo, affinché parenti e amici potessero conoscere la moglie, rimanendo lì fino al 27 ottobre. Sembra che Wolfgang volesse migliorare i rapporti fra la moglie e il padre, ma il suo tentativo ebbe scarso successo e, in ottobre, la coppia decise di tornare a Vienna. Sulla via del ritorno Wolfgang e Constanze si fermarono a Linz, dove andarono a trovare il conte Joseph Anton Thun, ex mecenate di Mozart. La coppia rimase a Linz tre settimane e il conte invitò Mozart a tenere un concerto pubblico al teatro cittadino il 4 novembre. Il compositore, che non aveva con sé alcuno spartito delle sue composizioni, spiegò l'origine della sinfonia, che da allora porta il nome della città nella quale fu composta, in una lettera al padre del 31 ottobre 1783. Dopo aver raccontato i dettagli del viaggio e dell'ospitalità riservata a lui e alla moglie dal conte Thun, Wolfgang scrisse che: «Martedì 4 novembre darò un concerto qui nel teatro dell'Accademia e, poiché non ho alcuna sinfonia con me, ne sto scrivendo a gran velocità una nuova, che per allora dovrà essere terminata».

### Prima esecuzione e pubblicazione
La prima esecuzione ebbe luogo il 4 novembre 1783 presso la Ballhaus di Linz e fu diretta dallo stesso Mozart. Non conosciamo i dettagli del programma completo, ma è probabile che esso seguisse il formato consueto dei concerti viennesi di Mozart: uno o due concerti per pianoforte, arie e improvvisazioni per tastiera solista. Dopo il ritorno a Vienna dei Mozart, la sinfonia Linz fu nuovamente eseguita in un concerto il 1º aprile 1784 al Burgtheater di Vienna. Il manoscritto originale è attualmente perduto. Il musicologo Alfred Einstein ipotizzò che potesse essere fra gli autografi venduti da Constanze, la vedova di Mozart, al re Federico Guglielmo II di Prussia nel febbraio 1792, ma il manoscritto avrebbe anche potuto essere una delle sinfonie da lei citate in una lettera del 31 maggio 1800 all'editore Breitkopf & Härtel di Lipsia, secondo la quale il granduca Ferdinando III di Toscana possedeva gli originali di due sinfonie del defunto marito. La prima edizione venne stampata nel 1793 dall'editore Johann André, che la pubblicò in parti, mentre la partitura completa fu pubblicata nel 1880 da Breitkopf & Härtel.

## Strumentazione
La partitura è scritta per un'orchestra composta da:
- Archi: violino 1° e 2°, due viole, violoncello e contrabbasso.
- Fiati: due oboi e due fagotti.
- Ottoni: due corni in do e due trombe in Do.
- Percussioni: timpani in Do e Sol.

## Struttura e analisi
La sinfonia è composta da quattro movimenti:
1. Adagio, tempo 3/4 – Allegro spiritoso, tempo C, in Do maggiore.
2. Andante, tempo 6/8, in Fa maggiore.
3. Minuetto e trio, tempo 3/4, in Do maggiore.
4. Presto, tempo 2/4, in Do maggiore.

L'esecuzione della sinfonia è di circa 25 minuti. Ad eccezione del minuetto, tutti i movimenti sono in forma di sonata. Dopo la prima esecuzione a Linz divenne rapidamente molto popolare e, ancora oggi, continua a essere una delle opere sinfoniche di Mozart più eseguite.

### Adagio – Allegro spiritoso
Il primo movimento è composto in Do maggiore, in tempo 3/4, che nell'allegro diventa 4/4 e segue la forma sonata (19 + 267 battute). Si apre con un'introduzione lenta, marcata Adagio, nello stile di Franz Joseph Haydn. Segue poi l'Allegro spiritoso, di carattere gioioso ma elegante. Questa è la prima di tre sinfonie, insieme alla n. 38 Praga e alla n. 39, in cui l'allegro principale è preceduto da un'introduzione lenta.

### Andante
Il secondo movimento, Andante, è in Fa maggiore, in tempo 6/8 e misura 104 battute. Il movimento fu pubblicato per la prima volta come Poco adagio e, successivamente, come Andante, che era l'indicazione originale di Mozart. La musica ha il carattere di una siciliana a causa del tempo in 6/8 e mostra alcune somiglianze con il movimento intitolato La Paix della Musica per i reali fuochi d'artificio di Georg Friedrich Händel. L'Andante presenta una molteplicità di temi secondari e di passaggi meditativi. Insolito è l'utilizzo di corni, trombe e timpani in questo movimento.

### Minuetto e trio
Il terzo movimento, Minuetto e trio, è in Do maggiore, in tempo 3/4 e misura 56 battute. Di seguito, gli incipit di entrambi:

### Presto
Il quarto e ultimo movimento, Presto, ritorna alla tonalità iniziale di Do maggiore, l'indicazione di tempo è 2/4 e misura 416 battute. Il finale, di carattere brillante, conduce a una conclusione trionfante e ricorda la sinfonia Haffner, composta da Mozart l'anno precedente. Spiccano i passaggi contrappuntistici, in contrasto con la tessitura omofonica predominante. Il finale, come il movimento di apertura, sembrano un consapevole omaggio di Mozart allo stile di Haydn ma, secondo il musicologo Alfred Einstein, «nei passaggi cromatici e nella flessibilità della trama, sconosciuti ad Haydn, si riconosce la mano di Mozart».